# 7060 Al-'Ijliya
7060 Al-'Ijliya este o planetă minoră (asteroid) din centura de asteroizi. A fost descoperită pe 16 septembrie 1990 la Observatorul Palomar de Henry E. Holt și a fost numită după Mariam Al-Ijliya⁠(d). 
Obiectul prezintă o orbită caracterizată de o semiaxă mare de 2,4556107 UAi, o excentricitate de 0,03, o înclinație de 1,87317 ° în raport cu ecliptica.